# Mnemotècnia
La mnemotècnia o art mnemònica és l'art de millorar la memòria mitjançant exercicis apropiats i un conjunt de mètodes que faciliten la tasca de recordar texts.
La paraula és un mot compost del grec antic μνήμη mnếmê, «memòria» i τέχνη tékne «art, tècnica, ofici». És emparentat amb Mnemòsine, la mare de les Muses de la mitologia grega. Els estris són nombrosos. El seu paper era molt més important abans de l'alfabetització generalitzada i la difusió de llibres impresos, quan llibres manuscrits eren rars i cars i que molta gent no sabia llegir, per exemple el catecisme o altres texts importants. Avui dia serveixen sobretot a estudiants, actors de teatre o polítics que volen parlar sense llegir el text.
Els estris mnemònics són nombrosos: vers, ritme, rima, acrònims, paraules inventades o qualsevol element més fàcil per recordar i associar-les, a llocs i objectes visuals, a una llista d'elements ja coneguts que formen històries mentals, a un element amb el que tinguin rima, a xifres segons la semblança de lletres i nombres, a l'etimologia popular, de vegades útil per a paraules estrangeres o científiques. Tot el pensament absurd hi pot contribuir. Les tècniques utilitzades depenen de l'objectiu: memoritzar un diàleg de teatre que té un sentit, demana altres tècniques o eines que memoritzar una cadena de noms sense cap lligam lògic com una llista de sobirans o noms d'elements de química
exemples
- Frase: «Laura busca bé casa nova olorant fresques novetats» per la taula d'elements químics Liti-Beril·li-Bor-Carboni-Nitrogen-Oxigen-Fluor-Neó.[4]
- Acròstic inventat: «auticaclaune galovivespati» per recordar-se l'ordre dels deu primers emperadors romans o «Leleal lebal, alfi» per als reis dels belgues.

## Mnemotècnia en les arts
- «Mnemotècnia».   Relats en català, 14-11-2012.
- La mnemotècnia del puny lletra Lluís Cabot, música Da Souza a l'àlbum Bossanova infinita
- Lladó i Esteller, Oriol «El llapis i la mnemotècnia». Time Out Barcelona, 10-12-2009. Arxivat de l'original el 2016-09-24 [Consulta: 15 juny 2016].